# 꿈돌이 (애니메이션)
《꿈돌이》(Twinkle, the Dream Being)는 대한민국에서 1993년에 개최된 대전 엑스포를 알리기 위하여 대전엑스포조직위원회의 지원을 받아 MBC 프로덕션과 세영애니텔/세영동화, 미국의 조디악이 함께 제작한 애니메이션이다. 문화방송에서 방영되었으며 애니메이션 제작에도 참여한 미국의 전문 만화배급사인 조디악을 통하여 미국을 포함한 30여개 국에 수출하기도 했다.

## 줄거리
대전 엑스포 마스코트인 꿈돌이는 사람들을 즐겁게 해준다. 그런 그를 시기하는 디바마녀는 부하들과 음모를 꾸미고 자신이 마스코트가 되려고 하지만 번번히 사건을 해결하는 꿈돌이 때문에 쉽지가 않다.

## 제작진
- 기획: 노승우, 최광암
- 프로듀서: 최광암
- 원작: 비숍/로 - 리
- 각색: 남형화, 소영미
- 캐릭터 개발: 칼리코
- 애니메이션 제작: 세영동화
- 작화감독: 임경원
- 레이아웃: 하성출, 이성찬, 임경원
- 원화작감: 김효태
- 원화: 조성옥, 곽노수, 김경자, 김준의, 남세환, 오세욱, 김효태, 최운기, 강성호, 장환, 김주철, 김상기, 최문석
- 동화작감: 박병근, 정일섭
- 동화: 강경아, 정현미, 오승환, 김혜윤, 정동민, 이영은, 석미정, 남석기, 최종성, 박민
- 제록스: 윤광선, 지원영, 하은구
- 칼라: 노성금, 양수자, 원상은, 전은옥, 정기원, 엄명숙, 전선희, 나영란, 정수정
- 칼라검사: 이남경, 최진희
- 화이널: 최신웅, 윤석빈, 김경호, 김윤수
- 배경감독: 권용남, 박재현
- 배경: 정은숙, 박중호, 김경희, 이승호, 김정심, 김대진
- 효과: 김병진
- 촬영감독: 김정중
- 촬영: 최순호, 배형택, 고규성, 한정덕, 김석준, 김철중
- 진행: 임경덕, 전경훈
- 진행보: 박숙영, 강종만
- 현상: 제일현상소, 세방현상소
- 네가편집: 황호삼
- 텔레시네: 고려비젼, 스타비젼
- 음악효과: 폴 비텔로
- 녹음: 배준기, 박근배
- VTR 편집: 이여택, 황경옥
- 국제제작: 피터 키프
- 캐릭터담당: 정지도, 염영돈
- 행정: 이준환, 김미경
- 연출: 이경철
- 공동제작: 세영애니텔, 조디악, 용도기획, RGB
- 제작지원: 대전 세계박람회조직위원회
- 제작: MBC 프로덕션

## 주제가
- 여는곡「붕붕붕 꿈돌이」
작사: 나성희/작·편곡: 마상원/노래: 김흥국
- 닫는곡「꿈돌이」
작사: 나성희/작·편곡: 마상원/노래: 김흥국

## 등장인물
- 꿈돌이(송도영(초기), 성유진(나중)) 주인공
- 꿈순이(정미연) 꿈돌이의 여자친구로 현재는 꿈씨 패밀리로 바뀌었다.
- 훌라요정(박영희)
- 돌삐(이인성)
- 디바마녀(홍승옥)
- 원(이종혁)
- 투(김동현)
- 그 외(이선호)